# Première circonscription de la préfecture de Fukushima
La première circonscription de la préfecture de Fukushima (福島県第1区, Fukushima-ken dai-ikku) est l'une des quatre circonscriptions législatives que compte la préfecture de Fukushima au Japon.

## Description géographique
Entre 1994 et 2013, la première circonscription de la préfecture de Fukushima regroupait les villes de Fukushima, Haramachi et Sōma et les districts de Date et Sōma.
Entre 2013 et 2022, elle comprenait les villes de Fukushima, Sōma, Minamisōma et Date et les mêmes districts.
Depuis 2022, elle réunit les villes de Fukushima, Nihonmatsu, Date et Motomiya et les districts de Date et Adachi,.

## Députés
| Législature | Début de mandat | Fin de mandat | Député élu             | Parti politique | Parti politique |
| ----------- | --------------- | ------------- | ---------------------- | --------------- | --------------- |
| 41e         | 1996            | 2000          | Tatsuo Satō (ja)       |                 | PLD             |
| 42e         | 2000            | 2003          | Tatsuo Satō (ja)       |                 | PLD             |
| 43e         | 2003            | 2005          | Tatsuo Satō (ja)       |                 | PLD             |
| 44e         | 2005            | 2009          | Yoshitami Kameoka (ja) |                 | PLD             |
| 45e         | 2009            | 2012          | Yōzaburō Ishihara (ja) |                 | PDJ             |
| 46e         | 2012            | 2014          | Yoshitami Kameoka      |                 | PLD             |
| 47e         | 2014            | 2017          | Yoshitami Kameoka      |                 | PLD             |
| 48e         | 2017            | 2021          | Emi Kaneko             |                 | SE              |
| 49e         | 2021            | 2024          | Emi Kaneko             |                 | PDC             |
| 50e         | 2024            | -             | Emi Kaneko             |                 | PDC             |